# Pallars Sobirà
Pallars Sobirà (spanyolul Pallars Sobirá) járás comarca Katalóniában, Lleida tartományban. Pallars Sobirà Val d’Aran, Alta Ribagorça, Pallars Jussà és Alt Urgell comarcákkal határos.

## Települések
A települések utáni szám a népességet mutatja. Az adatok 2005 szerintiek.
- Alins - 248
- Alt Àneu - 454
- Baix Pallars - 380
- Espot - 374
- Esterri d’Àneu - 773
- Esterri de Cardós - 70
- Farrera - 105
- La Guingueta d’Àneu - 354
- Lladorre - 224
- Llavorsí - 334
- Rialp - 631
- Soriguera - 336
- Sort - 2 113
- Tírvia - 124
- Vall de Cardós - 363